# البرنيل
البرنيل هي قرية مندرسة قال صاحب القاموس الجغرافي " البرنيل وردت في معجم البلدان بأنها كورة في شرق مصر من الحوف الشرقي، وفي تاج العروس " برنيل «قرية شرق مصر منها أبو زرعة بلال التجيى البرنيلي الذي قتل في فتنة القراء سنة 227هـ».